# Vilarinho das Cambas
Vilarinho das Cambas is een plaats (freguesia) in de Portugese gemeente Vila Nova de Famalicão en telt 1319 inwoners (2001).